# Jean-Baptiste Dehaussy de Robécourt
Jean-Baptiste Fursy Dehaussy de Robécourt est un homme politique français né le 10 juin 1784 à Péronne (Somme) et mort le 5 octobre 1863 à Paris.

## Biographie
Fils de Mathias Antoine Dehaussy de Robécourt (28/03/1775-20/12/1828), qui siégea à l'Assemblée législative, ainsi qu'au Conseil des Cinq-Cents. Président du tribunal de Péronne, membre du collège électoral de la Somme, baron de l'Empire par lettres patentes du 10 avril 1811. Ancien député, il est avocat à Paris en 1805, puis auditeur à la cour d'appel de Paris en 1811. Conseiller titulaire en 1817, président de chambre en 1826, il est conseiller à la Cour de cassation de 1833 à 1859.  Il est député de la Somme du 7ème collège électoral du 4 mars 1836, réélu le 4 novembre 1837 jusqu'à 1839, siégeant dans la majorité soutenant la monarchie de Juillet. Il est admis à la retraite le 13 octobre 1859.

## Armoiries
« D'azur, à la tour d'argent flanquée de deux palmes d'or, surmontée d'un comble de gueules à trois étoiles d'or ; au franc-quartier des barons membres de collège électoral brochant au neuvième de l'écu ». Livrées : les couleurs de l'écu.

## Postes
Il fut nommé par le gouvernement du roi Louis-Philippe:
- Administrateur de l'Institut des jeunes aveugles
- Vice-président du comité sanitaire du 11ème arrondissement de Paris
- Administrateur de la Caisse d'Épargne
- Membre du conseil supérieur de surveillance des établissements généraux de bienfaisance et d'utilité publique
- Membre de la commission mixte coloniale, judiciaire et administrative au Ministère de la Marine, etc...

## Décorations
- Chevalier de la Légion d'honneur du 22 mai 1825,
- Officier de la Légion d'honneur du 1er mai 1843[réf. souhaitée].

## Écrits
- Médecine légale, théorique et pratique : avec le texte et l'interprétation des lois relatives à la médecine légale, Dr. Alphonse Devergie , revues et annotés par J.-B.-F. Dehaussy de Robécourt, et Jean-Sébastien-Eugène Julia de Fontenelle (1790-1842), Mathieu-Joseph-Bonaventure Orfila (1787-1853) Paris, Germer-Baillière, 1836, 2 vol ; 2e éd., 1840, 3 vol ; 3e éd., 1852, 3 vol. Édition : Bruxelles : H. Dumont , 1837, 2.vol.
- Empoisonnement par les gaz, Médecine légale théorique et pratique, Paris, Baillière (1852) pp.63-64, disponible sur le site gallica.bnf.fr.

## Sources
- « Jean-Baptiste Dehaussy de Robécourt », dans Adolphe Robert et Gaston Cougny, Dictionnaire des parlementaires français, Edgar Bourloton, 1889-1891 [détail de l’édition]

### Iconographie
- Médaille en fonte de bronze doré uniface Diamètre : 155 mm Poids : 283 gr Graveur : Blanc 1831 J.B.F. DEHAUSSY - PRÉSIDENT À LA COUR ROYALE PARIS - 1831 [1]
- Portrait en pied de monsieur Dehaussy, président de la Cour royale de Paris, vers 1836, par Augustin-Désiré Pajou[2]